# Palacio del Duque de Elduayen
El palacio del Duque de Elduayen o del Marqués del Pazo de la Merced se encuentra en el número 25 del paseo de Recoletos, esquina con la calle de Bárbara de Braganza número 16, en la ciudad española de Madrid. En la actualidad es un edificio que ocupa la Fundación Mapfre. Recibe su nombre por su primer dueño, José Elduayen Gorriti.

## Descripción

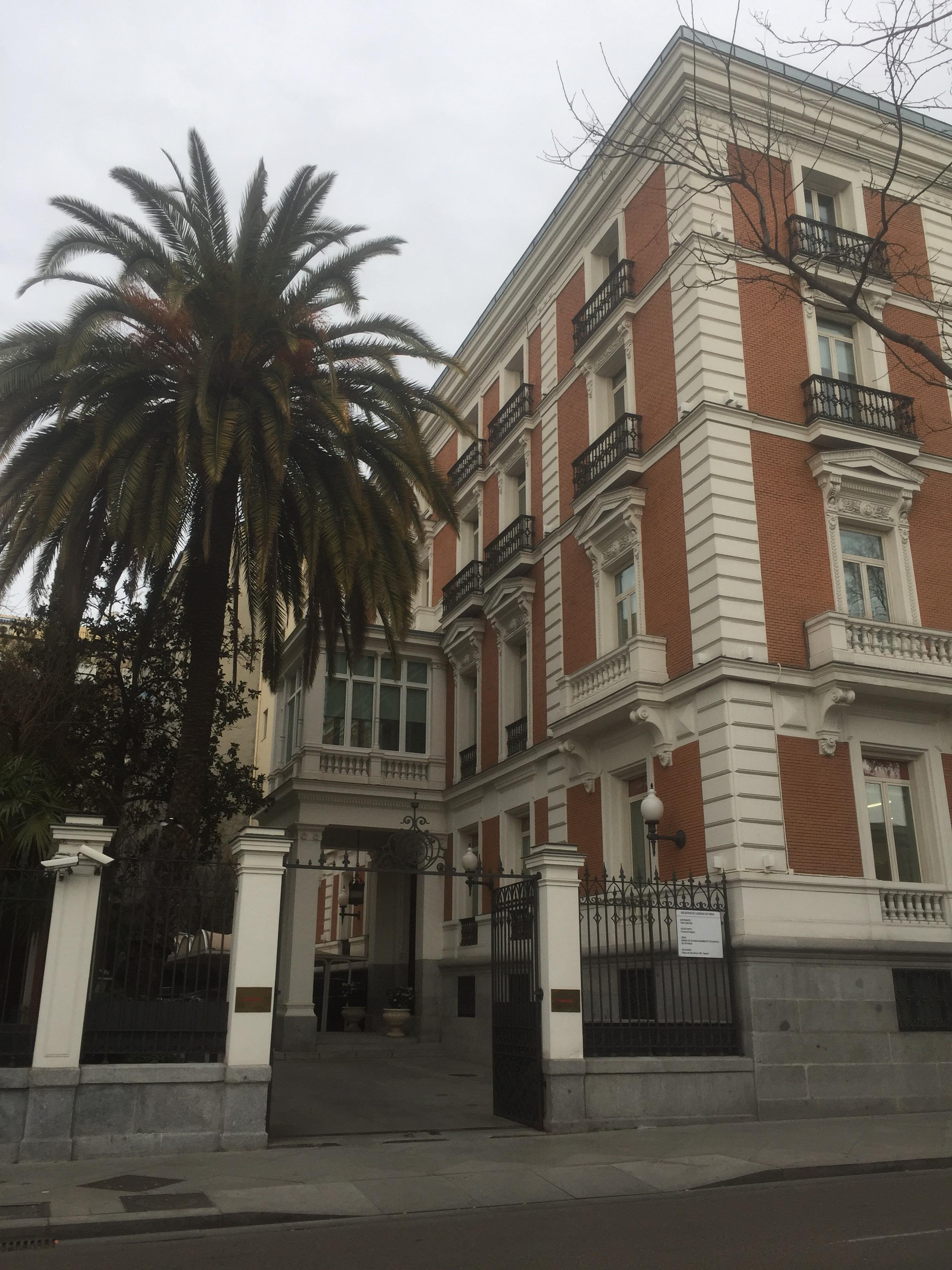
Fachada que da al jardín, con la escalera y templete de acceso.

Esta casa palacio de cuatro plantas, la primera de ellas de carácter principal, destaca por los balcones realizados en estuco y cadenetas. El diseño de sus fachadas guarda el mismo esquema compositivo que el vecino palacio de la Duquesa de Medina de las Torres.
Su edificación se realiza sobre parte del solar que ocupaba el Circo Price. El edificio tiene planta cuadrada con patio interior, y es exento en tres de sus fachadas, con dos de ellas a la calle y una al jardín. La fachada al jardín tiene una escalera con templete moderno para el acceso y fue la entrada principal a la zona del palacio. El edificio presenta una fachada realizada en ladrillo visto destacando sus balcones y la altura de la primera planta principal, que es mayor a las demás. Se compone de tres plantas y un semisótano. En su distribución interior se sigue el prototipo de las residencias nobiliarias y de las clases altas de la sociedad de la época: el sótano y semisótano destinado a despensa, almacén y lavandería; las plantas nobles destinadas a la familia y personas principales de la casa y, por último, en las buhardillas se disponen los alojamientos de una numerosa servidumbre.

## Historia

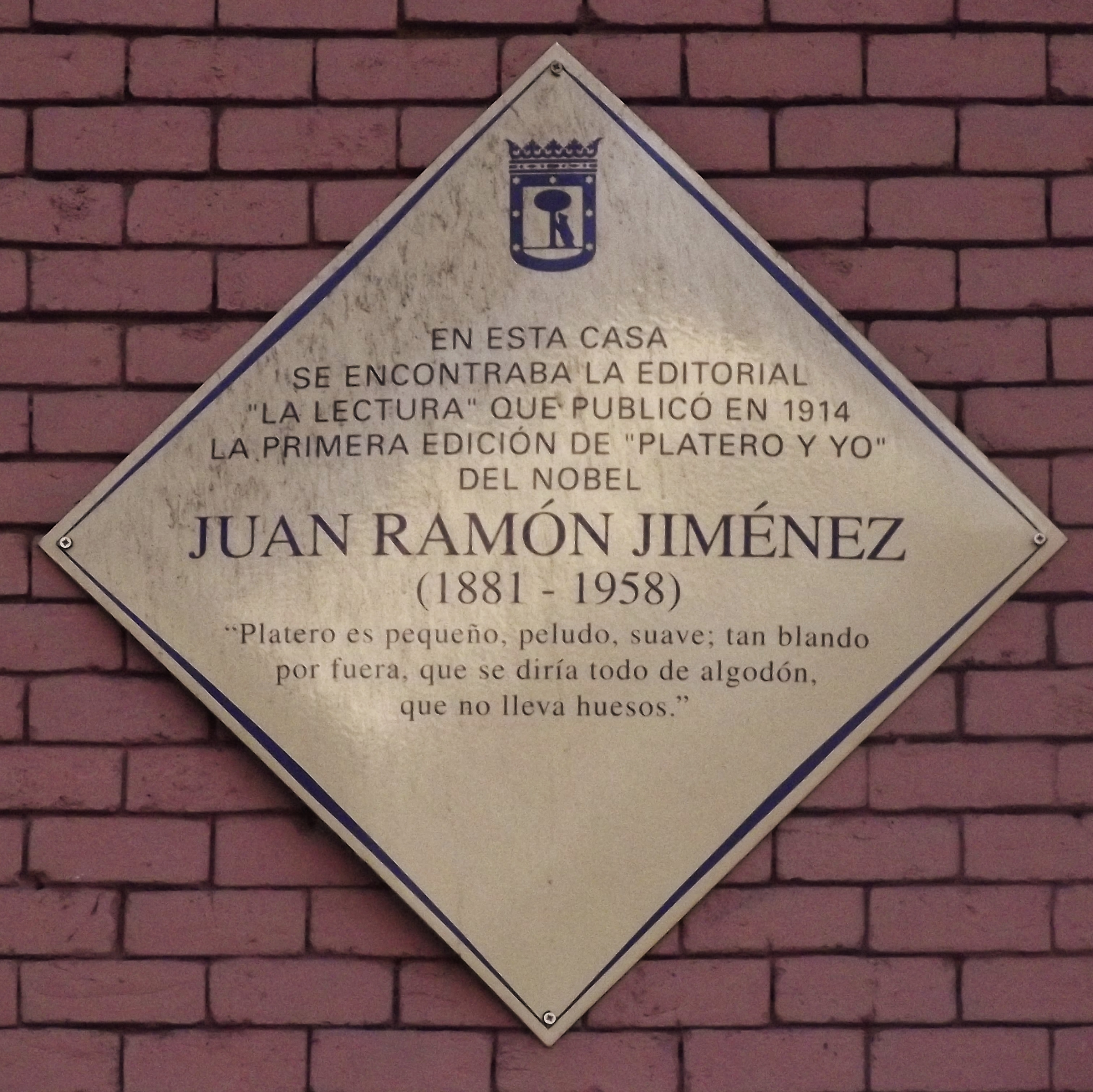
Placa conmemorativa a Juan Ramón Jiménez.

Fue construido por el arquitecto Miguel Aguado de la Sierra entre 1881 y 1882, autor del edificio de la Real Academia Española, Fue un encargo de José Elduayen Gorriti, I marqués del Pazo de la Merced, ingeniero y político español, ministro de Hacienda durante el reinado de Amadeo I, ministro de Ultramar y ministro de Estado durante el reinado de Alfonso XII y nuevamente ministro de Estado y ministro de Gobernación durante la regencia de María Cristina de Habsburgo-Lorena. También fue gobernador civil de Madrid y gobernador del Banco de España entre 1877 y 1878.
En 1933 se constituyó la empresa Mapfre y, un año después, alquiló el palacio que más tarde adquirió como sede representativa. Entre 1995 y 1997, emprendió unas obras de restauración y rehabilitación por los arquitectos Enrique de León García e Íñigo Ortiz Díez de Tortosa, para adecuarlo a las nuevas necesidades de la Fundación Mapfre.
Sobre la fachada del palacio se encuentra una placa conmemorativa que recuerda que en este edificio se encontraba la editorial La Lectura, que en 1914 publicó la primera edición de Platero y yo, obra de Juan Ramón Jiménez, galardonado con el premio Nobel en 1956.